# Terra di fuoco
Terra di fuoco è un film del 1939 diretto da Giorgio Ferroni.